# Encentrum valkanovi
Encentrum valkanovi är en hjuldjursart som beskrevs av Althaus 1957. Encentrum valkanovi ingår i släktet Encentrum och familjen Dicranophoridae. Inga underarter finns listade i Catalogue of Life.